# Roma-Napoli-Roma 1912
La Roma-Napoli-Roma 1912, undicesima edizione della corsa, si svolse il 20 settembre 1912 su un percorso di 475 km. La vittoria fu appannaggio dell'italiano Dario Beni, che completò il percorso in 18h20'00", precedendo i connazionali Giuseppe Santhià e Gino Brizzi.
Sul traguardo di Roma 4 ciclisti, su 8 partiti dalla medesima località, portarono a termine la competizione. 

## Ordine d'arrivo (Top 4)
| Pos. | Corridore        | Squadra       | Tempo      |
| ---- | ---------------- | ------------- | ---------- |
| 1    | Dario Beni       | Bianchi       | 18h20'00"  |
| 2    | Giuseppe Santhià | Bianchi       | a 10'00"   |
| 3    | Gino Brizzi      | Senior-Polack | a 21'00"   |
| 4    | Antonio Rotondi  | Bergami       | a 2h28'00" |